# Kiloleli (Shinyanga)
Kiloleli è una circoscrizione rurale (rural ward) della Tanzania situata nel distretto di Kishapu, regione di Shinyanga. Conta una popolazione di 6 059 abitanti (censimento 2012).